# Gaylactic Network
Gaylactic Network ist eine internationale Organisation der LGBT-Bewegung, die in den Themenfeldern Science-Fiction, Fantasy, Horrorfilm und -literatur, Comic und Spiele tätig ist und auf ihrem Jahrestreffen Gaylaxicon den Gaylactic Network Spectrum Award vergibt.

## Inhalte und Projekte
Die Organisation ist vorrangig in Nordamerika engagiert und hat verschiedene Ortsgruppen in den Vereinigten Staaten und Kanada. Jährlich wird von Gaylactic Network ein LGBT-Science-Fiction-Treffen Gaylaxicon veranstaltet, das an wechselnden Orten stattfindet. Die Organisation vergibt jährlich den Preis Gaylactic Network Spectrum Award für Produktionen mit LGBT-Bezug in den Genres Science-Fiction, Fantasy und Horror. Die Organisation ist eine ehrenamtlich tätige Organisation.

## Jahrestreffen Gaylaxicon
Das Jahrestreffen der Organisation findet seit 1988 jährlich statt. Das Thema des Treffens dreht sich um Science Fiction, Fantasy, Horror für LGBT-Personen und ihre Freunde. Das erste Treffen fand 1998 in Massachusetts statt. Die Anzahl der Besucher variiert jährlich von 90 Besuchern beim ersten Treffen bis zu 400 Besuchern in späteren Jahren. Jedes Jahr werden ein oder mehrere Gäste aus dem Bereich Horror eingeladen, dazu in den meisten Jahren einen Science-Fiction-Autor und einen Künstler. Zusätzlich wurde in der Vergangenheit auf der Gaylaxicon der James Tiptree, Jr. Award vergeben.

## Gaylactic Spectrum Award
Der Preis wird jährlich in mehreren Kategorien für Autoren vergeben, die im Bereich Science-Fiction, Fantasy und Horror schreiben und LGBT Inhalte in ihren Werken positiv darstellen und wurde 1999 erstmals vergeben.